# Ouffet
Ouffet is een plaats en gemeente in het arrondissement Hoei, provincie Luik, België. De gemeente telt ruim 2500 inwoners. De plaats lag aan de buurtspoorlijn 457 tussen Comblain-au-Pont en Clavier.

## Kernen

### Deelgemeenten
| # | Naam      | Opp. (km²) | Inwoners (2020) | Inwoners per km² | NIS-code |
| - | --------- | ---------- | --------------- | ---------------- | -------- |
| 1 | Ouffet    | 28,85      | 1.806           | 63               | 61048A   |
| 2 | Warzée    | 6,92       | 634             | 92               | 61048B   |
| 3 | Ellemelle | 4,47       | 357             | 80               | 61048C   |

## Demografische ontwikkeling

### Demografische evolutie voor de fusie
- Bron:NIS - Opm:1831 t/m 1970=volkstellingen op 31 december

### Demografische ontwikkeling van de fusiegemeente
Alle historische gegevens hebben betrekking op de huidige gemeente, inclusief deelgemeenten, zoals ontstaan na de fusie van 1 januari 1977.
- Bronnen:NIS, Opm:1831 tot en met 1981=volkstellingen; 1990 en later= inwonertal op 1 januari

| Inwoners van jaar tot jaar op 1 januari 1992 tot heden | Inwoners van jaar tot jaar op 1 januari 1992 tot heden | Inwoners van jaar tot jaar op 1 januari 1992 tot heden |
| jaar                                                   | Aantal                                                 | Evolutie: 1992=index 100                               |
| ------------------------------------------------------ | ------------------------------------------------------ | ------------------------------------------------------ |
| 1992                                                   | 2.486                                                  | 100,0                                                  |
| 1993                                                   | 2.459                                                  | 98,9                                                   |
| 1994                                                   | 2.477                                                  | 99,6                                                   |
| 1995                                                   | 2.472                                                  | 99,4                                                   |
| 1996                                                   | 2.468                                                  | 99,3                                                   |
| 1997                                                   | 2.453                                                  | 98,7                                                   |
| 1998                                                   | 2.422                                                  | 97,4                                                   |
| 1999                                                   | 2.444                                                  | 98,3                                                   |
| 2000                                                   | 2.474                                                  | 99,5                                                   |
| 2001                                                   | 2.468                                                  | 99,3                                                   |
| 2002                                                   | 2.511                                                  | 101,0                                                  |
| 2003                                                   | 2.500                                                  | 100,6                                                  |
| 2004                                                   | 2.515                                                  | 101,2                                                  |
| 2005                                                   | 2.486                                                  | 100,0                                                  |
| 2006                                                   | 2.529                                                  | 101,7                                                  |
| 2007                                                   | 2.551                                                  | 102,6                                                  |
| 2008                                                   | 2.612                                                  | 105,1                                                  |
| 2009                                                   | 2.612                                                  | 105,1                                                  |
| 2010                                                   | 2.677                                                  | 107,7                                                  |
| 2011                                                   | 2.714                                                  | 109,2                                                  |
| 2012                                                   | 2.749                                                  | 110,6                                                  |
| 2013                                                   | 2.748                                                  | 110,5                                                  |
| 2014                                                   | 2.771                                                  | 111,5                                                  |
| 2015                                                   | 2.758                                                  | 110,9                                                  |
| 2016                                                   | 2.803                                                  | 112,8                                                  |
| 2017                                                   | 2.815                                                  | 113,2                                                  |
| 2018                                                   | 2.802                                                  | 112,7                                                  |
| 2019                                                   | 2.776                                                  | 111,7                                                  |
| 2020                                                   | 2.797                                                  | 112,5                                                  |
| 2021                                                   | 2.801                                                  | 112,7                                                  |
| 2022                                                   | 2.806                                                  | 112,9                                                  |
| 2023                                                   | 2.828                                                  | 113,8                                                  |
| 2024                                                   | 2.788                                                  | 112,1                                                  |
| 2025                                                   | 2.822                                                  | 113,5                                                  |

## Politiek

### Resultaten gemeenteraadsverkiezingen sinds 1976

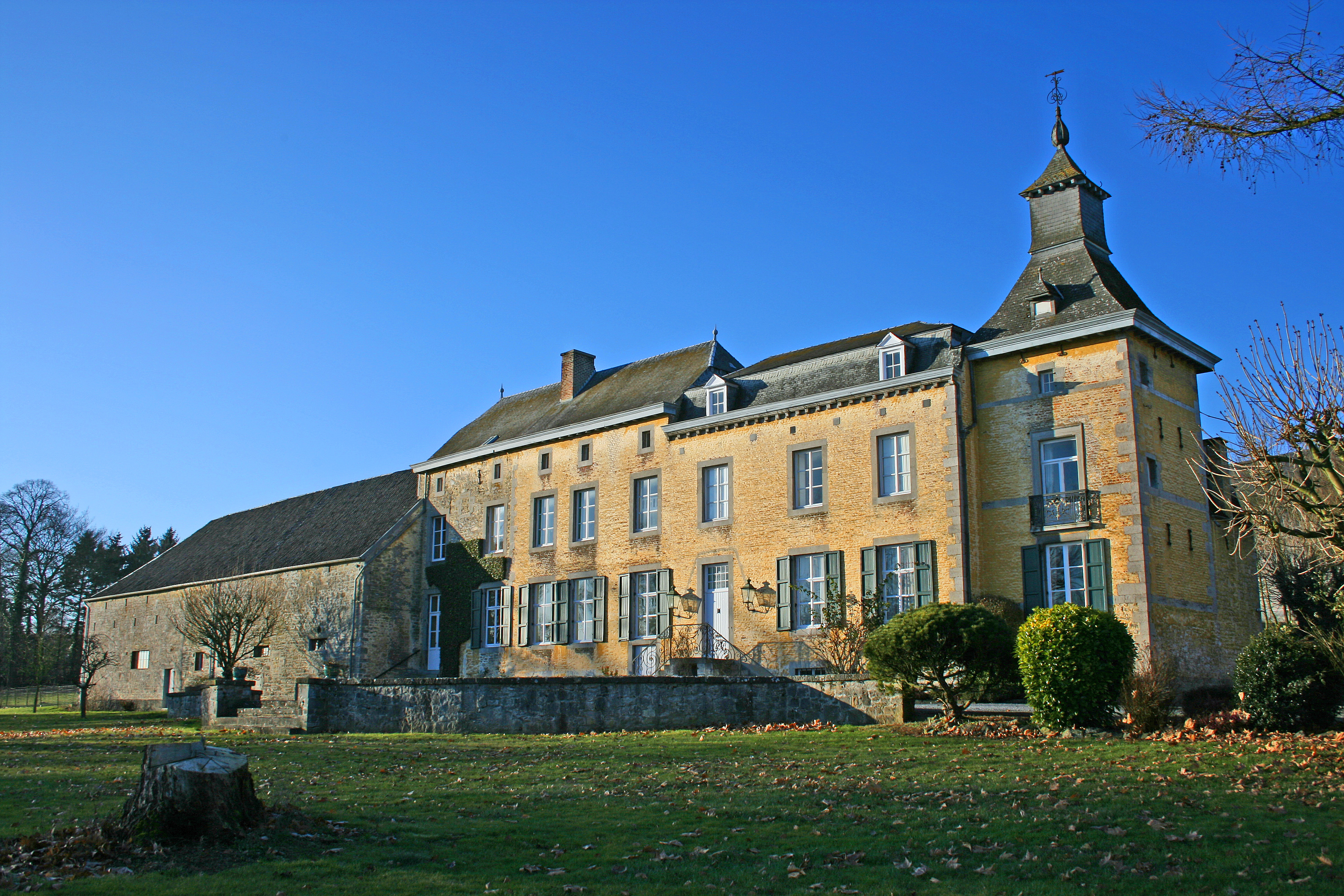
Kasteel

| Partij                                       | 10-10-1976 | 10-10-1976 | 10-10-1982 | 10-10-1982 | 9-10-1988 | 9-10-1988 | 9-10-1994 | 9-10-1994 | 8-10-2000 | 8-10-2000 | 8-10-2006 | 8-10-2006 | 14-10-2012 | 14-10-2012 | 14-10-2018 | 14-10-2018 | 13-10-2024 | 13-10-2024 |
| Stemmen / Zetels                             | %          | 11         | %          | 11         | %         | 11        | %         | 11        | %         | 11        | %         | 11        | %          | 11         | %          | 11         | %          | 11         |
| -------------------------------------------- | ---------- | ---------- | ---------- | ---------- | --------- | --------- | --------- | --------- | --------- | --------- | --------- | --------- | ---------- | ---------- | ---------- | ---------- | ---------- | ---------- |
| PS1 / GRAIN2 / O.P.A.3 / Agir Ensemble4/ OE5 | 26,31      | 3          | 31,541     | 3          | 33,151    | 4         | 41,22     | 4         | 37,92     | 4         | 34,23     | 3         | -          |            | 33,144     | 3          | 27,065     | 2          |
| PRL1 / ECA                                   | 17,511     | 1          | 19,851     | 2          | 16,141    | 1         | 58,8A     | 7         | 62,1A     | 7         | 65,8A     | 8         | 100,00A    | 11         | 66,86A     | 8          | 72,94A     | 9          |
| IC1 / ECA                                    | 56,21      | 7          | 48,621     | 6          | 50,221    | 6         | 58,8A     | 7         | 62,1A     | 7         | 65,8A     | 8         | 100,00A    | 11         | 66,86A     | 8          | 72,94A     | 9          |
| JOMO                                         | -          |            | -          |            | 0,5       | 0         | -         |           | -         |           | -         |           | -          |            | -          |            | -          |            |
| Totaal stemmen                               | 1558       | 1558       | 1613       | 1613       | 1659      | 1659      | 1691      | 1691      | 1781      | 1781      | 1891      | 1891      | 1981       | 1981       | 2003       | 2003       | 2008       | 2008       |
| Opkomst %                                    |            |            |            |            | 96,4      | 96,4      | 95,97     | 95,97     | 95,44     | 95,44     | 96,68     | 96,68     | 92,53      | 92,53      | 93,25      | 93,25      | 91,77      | 91,77      |
| Blanco en ongeldig %                         | 2,12       | 2,12       | 3,47       | 3,47       | 3,25      | 3,25      | 4,55      | 4,55      | 5,78      | 5,78      | 4,92      | 4,92      | 7,12       | 7,12       | 5,24       | 5,24       | 5,23       | 5,23       |